# Vidovice
Vidovice su naseljeno mjesto u sastavu općine Orašje, Federacija Bosne i Hercegovine, BiH. Smještena je jugoistočno od Orašja. 

## Stanovništvo
| Vidovice           |                |                |                |                |
| godina popisa      | 2013.          | 1991.          | 1981.          | 1971.          |
| Hrvati             | 1667 (99,34 %) | 2191 (96,39 %) | 2519 (90,02 %) | 2407 (91,03 %) |
| Srbi               | 1 (0,06 %)     | 54 (2,37 %)    | 251 (8,97 %)   | 228 (8,62 %)   |
| Muslimani          | 3 (0,18 %)     | 3 (0,13 %)     | 2 (0,07 %)     | 1 (0,03 %)     |
| Jugoslaveni        | 0 (0,00 %)     | 6 (0,26 %)     | 21 (0,75 %)    | 4 (0,15 %)     |
| ostali i nepoznato | 7 (0,42%)      | 19 (0,83 %)    | 5 (0,17 %)     | 4 (0,15 %)     |
| ukupno             | 1678           | 2273           | 2798           | 2644           |

Na popisu 1991. godine iz sastava Vidovica izdvojena su samostalna naseljena mjesta: Jenjić i Lepnica.

## Poznate osobe
- Ilija Janjić, biskup u Kotoru
- dr. Darko Tomašević, 15. veljače 1972., osnovnu školu završio u Vidovicama, klasičnu gimnaziju u Dubrovniku, teologiju u Sarajevu, doktorirao novozavjetnu teologiju u Rimu, profesor na Bogoslovnom fakultetu u Sarajevu, kanonik.
- Ivo Tomašević, glavni tajnik Biskupske konferencije Bosne i Hercegovine
- mr. Pavo Kobaš, 1. travnja 1948., osnovnu školu završio u Vidovicama, klasičnu gimnaziju u Dubrovniju, diplomirao hrvatski i latinski jezik na Filizofskom fakultetu u Zagrebu, magistrirao ekonomiju, političar, metodičar i pisac, prvi župan Županije Posavske.
- dr. Ilija Matanović, 1. srpnja 1955. Vidovice,nakon klasične gimnazije u Dubrovniku završio teologiju u Sarajevu, diplomirao arhivistiku na Filozofskom fakultetu u Zagrebu, crkvenu povijest na Katoličkom bogoslovnom fakultetu Zagreb, doktorirao povijest na Filozofskom fakultetu Zagreb temom "Djelovanje Dragutina Kambera u domovini i emigraciji". Objavio mnogo prigodnih članaka i priručnika te životopis "Jeka sa Šiminog groba" i "Isuse ja te ljubim - životopis sv. Šime Vidovačkog", i studijsku knjigu "Povijest Bosanske Posavine". Župnikovao po mjestima Vrhbosanske nadbiskupije, sad u župi Turić kod Gradačca.
- dr. Drago Župarić, profesor na Bogoslovnom fakultetu u Sarajevu.

## Šport
- HNK Mladost Vidovice, županijski ligaš